# The Secret Life: Jeffrey Dahmer
The Secret Life: Jeffrey Dahmer is een Amerikaanse low-budget biografische misdaad-dramafilm uit 1993 onder regie van David R. Bowen. Carl Crew speelt Jeffrey Dahmer, een Amerikaanse seriemoordenaar, necrofiel en kannibaal. De film volgt Dahmer en zijn levensstijl als gruwelijke seriemoordenaar. Een jaar na de release van de film werd de echte Dahmer zelf vermoord in de gevangenis.